# جی‌اس‌پی‌اچ‌پی
JsPHP یک کتابخانهٔ جاوااسکریپت برای استفاده از رابط برنامه‌نویسی نرم‌افزار زبان پی اچ پی در محیط جاوااسکریپت است.
این کتابخانه توسط Kevin van Zonneveld با عنوان php.Js در سال ۲۰۰۸ به عنوان یک پروژهٔ متن باز شروع به کار کرد.

در سال ۲۰۱۱، John Elliot شاخه‌ای از php.Js را ساخت که نام آن را JsPHP گذاشت.

JsPHP برای ساخت یک رابط (رایانش) (به انگلیسی: Interface) آشنا برای برنامه نویسان دارای پشتوانه جاوااسکریپت برای تعامل با پی اچ پی ساخته شده است.